# The Main Ingredient (album)
Pour les articles homonymes, voir The Main Ingredient.
Albums de Pete Rock & C.L. Smooth
Mecca and the Soul Brother
(1992) Good Life: The Best of Pete Rock & C.L. Smooth
(2003)
Singles
1. I Got a Love
Sortie : 1994
2. Take You There
Sortie : 1994
3. Searching
Sortie : 1995

The Main Ingredient est le deuxième et dernier album studio de Pete Rock & C.L. Smooth, sorti le 8 octobre 1994.
L'album s'est classé 9e au Top R&B/Hip-Hop Albums et 51e au Billboard 200.

## Liste des titres
| No  | Titre                                 | Contient un (des) sample(s) de | Durée |
| --- | ------------------------------------- | --- | ----- |
| 1.  | In the House                          | Sorcerer of Isis de Power of Zeus Ain't Got Time du Roy Ayers Ubiquity September 13 de Deodato Capricorn du Cannonball Adderley Quintet Make the Music With Your Mouth, Biz de Biz Markie featuring T.J. Swan Verses From the Abstract de A Tribe Called Quest                                                                                     | 5:27  |
| 2.  | Carmel City                           | Dizzy d'Hugo Montenegro Enchanted Lady de Milt Jackson Funky Stuff de Kool & The Gang You're Getting a Little Too Smart des Detroit Emeralds Spoonin' Rap de Spoonie Gee | 3:52  |
| 3.  | I Get Physical                        | Face It Boy, It's Over de George Benson Freedom des Sons of Champlin Just Rhymin' With Biz de Big Daddy Kane featuring Biz Markie | 4:54  |
| 4.  | Sun Won't Come Out                    | Outside Love de Brethren Sun Won't Come Out d'Harvey Scales Nautilus de Bob James Take Me to the Mardi Gras de Bob James Just the Way You Are de Billy Joel I Like Funky Music d'Uncle Louie | 4:24  |
| 5.  | I Got a Love                          | Groovy Situation de Mel & Tim Aint Got the Love (Of One Girl on My Mind) des Ambassadors Cool V's Tribute to Scratching de Biz Markie | 5:04  |
| 6.  | Escape                                | Enchanted Lady de Milt Jackson Outside Love de Brethren Escape-Ism de James Brown Yes We Can Can des Pointer Sisters Sun Goddess de Ramsey Lewis For Pete's Sake de Pete Rock & C.L. Smooth | 5:14  |
| 7.  | The Main Ingredient                   | Outside Love de Brethren Psychedelic Shack d'Albino Gorilla The Harlem Buck Dance Strut de Les McCann Submission de Tyrone Washington North Beach de George Duke Just Rhymin' With Biz de Big Daddy Kane featuring Biz Markie Sound of da Police de KRS-One                                                                                        | 5:17  |
| 8.  | Worldwide (featuring Rob-O)           | Do the Funky Penguin de Rufus Thomas Long Red de Mountain | 3:02  |
| 9.  | All the Places                        | The Mixed Up Cup de Clyde McPhatter The Payback de James Brown Places and Spaces de Donald Byrd Far Out de Crown Heights Affair Vapors de Biz Markie | 5:39  |
| 10. | Tell Me                               | On the Hill d'Oliver Sain You're Getting a Little Too Smart des Detroit Emeralds Keep Dreamin' de Stan Getz Yo! Bum Rush the Show de Public Enemy Just Rhymin' With Biz de Big Daddy Kane featuring Biz Markie | 4:17  |
| 11. | Take You There                        | Zimba Ku de Black Heat Risin' to the Top de Keni Burke | 4:47  |
| 12. | Searching                             | Upon This Rock de Joe Farrell Searching du Roy Ayers Ubiquity | 4:45  |
| 13. | Check It Out                          | Bumpin' on Young Street de Young-Holt Unlimited Just Rhymin' With Biz de Big Daddy Kane featuring Biz Markie | 3:57  |
| 14. | In the Flesh (featuring Rob-O & Deda) | Ralph's New Blues du Modern Jazz Quartet Face It Boy, It's Over de George Benson Sorcerer of Isis de Power of Zeus Dujii de Kool & The Gang School Boy Crush de l'Average White Band Fly Like an Eagle du Steve Miller Band Space Intro du Steve Miller Band You're a Customer d'EPMD Just Rhymin' With Biz de Big Daddy Kane featuring Biz Markie | 5:48  |
| 15. | It's on You                           | Poinciana d'Ahmad Jamal Trio Never My Love de Tom Scott and The California Dreamers The Awakening de l'Ahmad Jamal Trio Outside Love de Brethren Strictly Busines d'EPMD | 5:21  |
| 16. | Get on the Mic                        | Soul Girl de Jeanne & the Darlings Hey Young World de Slick Rick Just Rhymin' With Biz de Big Daddy Kane featuring Biz Markie | 3:50  |